# Nedre Spettnästjärnen
Nedre Spettnästjärnen är en sjö i Strömsunds kommun i Jämtland och ingår i Ångermanälvens huvudavrinningsområde.